# جوزفا بی فلکسنر
باربا گوسه یا جوزفا بی فلکسنر (انگلیسی: Josefa B. Flexner; تولد ۱۹۰۳ یا ۱۹۰۴؛ درگذشت ۲۵ ژوئن ۲۰۰۰)، معروف به پپیتا باربا (۱۹۰۳ یا ۱۹۰۴–۲۵ ژوئن ۲۰۰۰)، دانشمند اسپانیایی بود که در سال ۱۹۳۷ طی جنگ داخلی اسپانیا تبعید شد و به ایالات متحده آمریکا مهاجرت کرد، جایی که بیشتر عمر خود را به عنوان بخشی از جامعه آمریکایی سپری نمود. او ابتدا در داروسازی و حقوق به تحصیل پرداخت و پس از کار در آزمایشگاه شیمی و نقل مکان به آمریکا به نورولوژی علاقه‌مند شد. جوزفا بی فلکسنر در سن ۹۶ یا ۹۷ سالگی در اثر کهولت سن درگذشت. از زندگی او تا دهه اول قرن بیستم اطلاعات زیادی در دست نبود تا اینکه زندگی‌نامه اش توسط نوریا پی سونیر که با او در انستیتو فیزیولوژی بارسلون همکاری می‌کرد به رشته تحریر درآمد.

## زندگی‌نامه

### دوران تحصیل و پژوهش
جوزفا متولد خانواده‌ای سرشناس بود، او همزمان در رشته‌های داروسازی (به انگیزه علاقه علمی) و حقوق (به عنوان چالش شخصی در رقابت با برادرش ادواردو) تحصیل کرد. بخش مورد علاقه او از مطالعات داروسازی، پژوهش‌های آزمایشگاهی بود. در سال ۱۹۲۶ و در ۲۲ سالگی به مادرید نقل مکان کرد و در «رزیدنسیا د سینیوریتاس» اقامت گزید - موسسه‌ای پرستیگوسو که آزمایشگاه شیمی مجهزی تحت مدیریت بیوشیمیست آمریکایی مری فاستر داشت.
او در ۱۹۲۷ به بارسلون بازگشت و در انستیتو فیزیولوژی بارسلون تحت نظر آگوستو پی سونیر و خسوس ماریا بلیدو ی گولفریکس مشغول به کار شد. با حمایت «هیئت گسترش مطالعات و پژوهش‌های علمی» (JAE) که سانتیاگو رامون ای کاخال ریاست آن را بر عهده داشت، موفق به دریافت بورسیه تحصیلی در انجمن سلطنتی داروسازی بریتانیا برای دوره دسامبر ۱۹۲۸ تا اوت ۱۹۲۹ شد. پس از بازگشت از انگلستان و دفاع از رساله دکتری در مادرید (۱۹۲۹)، به عضویت انجمن سلطنتی فیزیک و شیمی اسپانیا درآمد.
در اوایل دهه ۱۹۳۰ با دریافت بورسیه از بنیاد ماریا پاتخوت ی رابِل (تأسیس شده توسط حامی علمی رافائل پاتخوت ی ژوبرت)، برای تکمیل مطالعات به دانشکده پزشکی جانز هاپکینز در بالتیمور رفت. در این دوره با لویی فلکسنر (۱۹۰۲–۱۹۹۶)، نوروفیزیولوژیست آمریکایی آشنا شد که این آشنایی به رابطه‌ای عاطفی و حرفه‌ای تبدیل گردید. پس از اتمام تخصص در ۱۹۳۲ به بارسلون بازگشت.
پس از سال‌ها به عنوان یکی از استعدادهای درخشان «مکتب زیست‌شناسی کاتالان»، در ژوئیه ۱۹۳۷ از جنگ داخلی گریخت و به‌طور قاچاقی از پیرنه عبور کرد. همراه لویی فلکسنر (که اکنون همسرش بود) به آمریکا مهاجرت کرد و زندگی جدید علمی‌اش را در دانشگاه جانز هاپینز آغاز نمود. او نام خانوادگی همسرش را پذیرفت و به همکاری پژوهشی پرداخت.
بسیاری از دستاوردهای علمی او در زمینه نوروفیزیولوژی پس از ۱۹۵۱ و با انتقال به دانشگاه پنسیلوانیا در فیلادلفیا محقق شد. در ۱۹۵۳ آنها «مؤسسه علوم اعصاب» پرسدیگوسو را تأسیس کردند که تحت مدیریت لویی فلکسنر قرار داشت. پس از ۵۹ سال زندگی و پژوهش مشترک، لویی در آوریل ۱۹۹۶ درگذشت و باربا-گوسه چهار سال بعد در ۹۷ سالگی بدرود حیات گفت.
داستان زندگی او تا پایان دهه اول قرن بیست‌ویکم ناشناخته ماند، تا اینکه نام پپیتا باربا در خاطرات نوریا پی سونیر (برادرزاده آگوستو پی سونیر) ظاهر شد که در انستیتو فیزیولوژی بارسلون با او همکاری داشت.